# Movimiento francés para la planificación familiar
El Movimiento francés por la planificación familiar, (en francés: Mouvement français pour le planning familial, MFPF también conocido como Planning Familial) es una asociación francesa creada en 1960 con el objetivo de la educación sexual, la lucha por el derecho a la anticoncepción y el aborto y el control de la natalidad. La organización está regida  por la ley de 1901.

## Antecedentes
En 1916 la enfermera Margaret Sanger activista a favor del control de natalidad abrió la primera clínica de anticoncepción en Estados Unidos junto a su hermana Ethel Byrne y Fania Mindell en Brownsville, un barrio de Brooklyn. En 1921 fundó la American Birth Control League (Liga Estadounidense de Control de Natalidad) que en 1942 pasó a llamarse Planned Perenthood.

### Maternité heureuse
En 1955 la socióloga Évelyne Sullerot propuso a la ginecóloga Marie-Andrée Lagroua fundar con apoyo de Catherine Valabregue que fue su (secretaria general durante 15 años) y más tarde el doctor Pierre Simon (1925-2008) una asociación de mujeres para promover el control de natalidad y luchar contra los abortos clandestinos estimados entre  400.000 y 600.000  en aquella época.  Ellas tres crearon de manera casi clandestina en 1956  « Maternité heureuse » (Maternidad feliz)  formada por protestantes en su mayoría las «Jeunes Femmes» relacionadas con la Fédération française des éclaireuses (FFE) y presidida por Suzanne Duflo.·  En 1958, « Maternité heureuse », se afilió a la Federación Internacional de Planificación Familiar, un movimiento malthusiano creado en 1952 en Bombay con sede en Londres.

## Primeros años
En junio de 1960 se fundó el Mouvement français pour le planning familial, (Movimiento francés para la planificación familiar) tomando el relevo a Maternité heureuse continuando su trabajo sobre información y educación popular incluyendo el asesoramiento familiar y sexual.
El movimiento cuestiona la ley aprobada en 1920 por la Asamblea Nacional que prohíbe el aborto y la anticoncepción : la importación de productos anticonceptivos está prohibida, a diferencia de su venta, las miembros de la MPFP por lo tanto traen de manera clandestina estos productos (diafragmas y gelatinas espermicidas) comprados en Inglaterra replicando las redes de apoyo al FLN durante la Guerra de Argelia.
Desde su lanzamiento en 1960, el liderazgo del Movimiento Francés de Planificación Familiar dio luz verde a la importación y venta de anticonceptivos. "En pocos años, señala Isabelle Friedmann en su libro, « la planificación familiar supo crear una situación de hecho»   El movimiento tiene 100.000 adhesiones desde 1965. En los cien centros y permanencias 450 médicos prescribieron anticonceptivos ilegales.
Entre 1961 y 1967, se abrieron en secreto los primeros centros de planificación familiar, centros de recepción e información (el primero en Grenoble, una ciudad piloto el 10 de junio de 1961, el segundo en París el 27 de octubre, mientras que la sede nacional del MPFP, que es una federación de asociaciones departamentales, se trasladó a la rue des Colonnes 2 de París donde en sus cocinas, se realizaron demostraciones de cómo colocarse diafragmas en prostitutas contratadas para la ocasión. En estos centros estaban disponibles diafragmas, geles espermicidas y las primeras píldoras anticonceptivas (fabricadas en los Estados Unidos ). El éxito fue innegable y obligó al movimiento a estructurarse y organizar la formación de consejeros y médicos .
En 1966, Pierre Jouannet, militante de la Unión de Juventudes Comunistas Marxista-Leninistas y de la UNEF participó en la creación de una oficina de planificación familiar en un dispensario del MNEF, con Joëlle Brunerie-Kauffmann, ginecóloga, el Movimiento Francés de Planificación Familiar, y un grupo de médicos amigos, la primera iniciativa de este tipo en un entorno estudiantil.

## A partir de 1967
La MPFP se declaró, en su congreso del 3 y 4 de junio de 1967 un «movimiento de educación popular y permanente» impulsando la educación sexual. En diciembre, la Asamblea Nacional aprobó la ley Neuwirth, que autorizó la fabricación y el suministro de anticonceptivos recetados.
Si bien no se posicionó en relación con el mayo del 68, el MFPF participó de la efervescencia de la época, se politizó y radicalizó conectado con el nacimiento de un nuevo feminismo. En 1969 creó un grupo de trabajo " Información sobre educación sexual »(IES) con la Federación de Educación Nacional (FEN), la MGEN, la Liga de Educación y la Federación de Consejos de Padres de Alumnos con el objetivo de educar a los adolescentes en sexualidad, estableciendo redes con las escuelas.
En 1971, el MFPF fue reconocido como movimiento de educación popular, pero no de utilidad pública. Al año siguiente se promulgaron los decretos de implementación de la ley Neuwirth, que autorizaron la anticoncepción y la creación de centros de información y planificación. Una corriente dentro del MFPF consideró entonces que el objetivo del movimiento se había logrado y defendió la disolución que fue rechazada por las demás (entre ellas Sylvie Franco, la subsecretaria general, Jean Gondonneau, la subsecretaria general, Simone Iff, la vicepresidenta, y Suzanne Képès), que considera «que hay que desarrollar una lucha de carácter más político por la relación entre los problemas de la sexualidad a toda la vida social».
Bajo la influencia del mayo del 68 y las activistas de base, las asistentes-consejeras-animadoras (ACA), que entran en conflicto con la dirección, el MFPF comienza a considerar la sexualidad en términos de clase social, y a interesarse en las luchas contra la desigualdad económica y social. Se acerca así a los sindicatos ( CGT, FO y especialmente a la  CFDT ), con el fin de trabajar en las empresas para difundir información sobre sexualidad.
Los contactos con la CFDT comenzaron en 1970, siendo Fredo Krumnow el encargado de las relaciones con el Movimiento. La central llevó a cabo su giro secular en 1964. Eugène Descamps declara en noviembre de 1967 que  «Los problemas de las mujeres exigen cambios de mentalidad», cuando se votó la ley Neuwirth. La doctora Cécile Goldet, miembro del MFPF, interviene en el congreso. También fue en 1967 cuando el primer artículo dedicado a la anticoncepción, el único que abordaba esta cuestión antes de 1971, fue escrito por Emile Favard en "Syndicalisme-Magazine". Pero la cuestión del salario único, entre quienes quieren una asignación reservada para amas de casa con hijos a cargo y quienes defienden una asignación para una verdadera libre elección no se resolverá hasta el próximo congreso, en diciembre de 1970. La CFDT comienza a tener más en cuenta la sexualidad y los temas feministas, especialmente tras la publicación del Manifiesto de las 343  (5 de abril de 1971).
Jeannette Laot impulsa entonces el debate en la central. El 10 de mayo de 1972 una reunión, tras la publicación de los decretos de ley, permite considerar la cooperación en el momento en el que una parte del MFPF considera que ya ha logrado su objetivo : se permite la anticoncepción, por lo que el movimiento debe disolverse. Pero las relaciones solo permanecen a nivel de contacto.
En 1973, Alphonse Pageaud, permanente de la CFDT- PTT y miembro de la MFPF desde 1966, fecha del aborto de su esposa, asumió la presidencia del Movimiento de Planificación Familiar en París. Los Cedetistas se implican en «la comisión de la familia» del comité de empresa de la Thomson-CSF en Bagneux que, en colaboración con Planning, organizó en 1972 una exposición sobre anticoncepción y dos conferencias , mientras que la CFDT se posiciona desde septiembre de 1972 a favor del derecho al aborto. Pero es el efecto movilizador del Movimiento por la Libertad de Aborto y Anticoncepción (MLAC), fundado el 10 de abril de 1973 el que acelera el acercamiento : a partir de 1974, las dos organizaciones realizarán acciones conjuntas (comités de planificación, formación interna , etc. )  . Marcel Gonin, quien trabajó por la desconfesionalización de la CFTC-CFDT y luego por su «evolución» es muy activo en el MFPF, en simpatía con el movimiento de mujeres en el que participaron tres de sus hijas  . A raíz del pacto de unidad firmado entre la CFDT y la CGT el 26 de junio de 1974, los dos sindicatos crearon una plataforma sobre las demandas de las mujeres asalariadas el 19 de septiembre de 1974, para actuar en los comités de empresa a través de las comisiones. Sin embargo, se lamenta que si «la actividad de los comités de planificación de los comités de empresa continúan en las grandes empresas, donde las trabajadoras son numerosas, esta actividad queda fuera de las secciones sindicales de las empresas (SSE).»

### Participación del MLAC y la lucha por el derecho al aborto
Las activistas del MFPF se involucraron en la lucha por el derecho al aborto, en particular después de la publicación del manifiesto de los 331 médicos (5 de febrero de 1973) iniciado por el Groupe information santé. Simone Iff, entonces vicepresidenta del movimiento de planificación, participa en la reunión de fundación del Movimiento por la Libertad de Aborto y Anticoncepción (MLAC) el 10 de abril de 1973 pasando a ser vicepresidenta de la asociación con Jeannette Laot, de la CFDT, con Monique Antoine como presidenta. Conservarán estas responsabilidades hasta el 15 de enero de 1975 cuando la ley Veil, autoriza el aborto por un período de cinco años, tras haber sido promulgada por el gobierno de Chirac ( UDR )  . Al mismo tiempo, los activistas de la CFDT se involucrarán en las cuestiones de planificación entre ellos el secretario confederal Marcel Gonin que se incorpora a la junta directiva del MFPF, Alphonse Pageaud , etc. ).
La participación del MFPF en el MLAC llevó a una radicalización de la Planificación en el tema del aborto, con la tendencia de izquierda ganando la presidencia de Planificación en el congreso del 2 y 3 de junio de 1973 con la elección de Simone Iff como presidenta  . Si bien Planning se había contentado, en el congreso de 1971, con condenar la legislación que reprime la anticoncepción y la ley de 1920 que prohíbe el aborto, ahora se pronuncia « a favor del aborto gratuito y la anticoncepción reembolsada por la Seguridad Social », y abrieron clínicas de aborto  . Después de la promulgación de la ley Veil, el MFPF presionó al estado para que creara centros de aborto interrumpiendo sus propias actividades de aborto.

## 50 aniversario
El MFPF celebró su 50 cumpleaños el 18 de marzo de 2006 en la Mutualité de París. Los distintos ponentes hablaron sobre la lucha por las demandas y la institucionalización. Estuvo presente históricas de las luchas feministas, representantes de la CADAC, Ni putes ni sumisas, Stop viol, pero también políticos como el alcalde de París, Bertrand Delanoë ( PS ), el presidente del consejo regional de Île -de Francia, Jean-Paul Huchon (PS) y el ministro de Sanidad y Solidaridad, Xavier Bertrand (UMP).

## Archivo
Los archivos del MFPF del período 1966-2017 se conservan en el Centre des archives du feminisme de Angers.